# 盖斯费尔德
盖斯费尔德是德国莱茵兰-普法尔茨州的一个市镇。总面积8.87平方公里，总人口522人，其中男性265人，女性257人（2011年12月31日），人口密度59人/平方公里。